# 大崎ニューシティ
大崎ニューシティ（おおさきニューシティ、英文名称OHSAKI NEW CITY）は、東京都品川区大崎の複合施設。大崎駅に直結している。1980年代に工場跡地を
再開発して誕生した。

## 概要
品川区が1978年12月、大井と大崎、さらに五反田を結ぶ都市軸を形成し、副都心とする長期基本計画を策定したことをきっかけに、ここを発祥の地とする日本精工はじめテーオーシー、勧業不動産（現：中央日本土地建物）など11社、個人3人で1981年8月、再開発準備組合を設立。都市計画決定告示を経て、1983年8月、大崎駅東口第1地区市街地再開発組合を設立。翌年1月に着工し、1987年1月に竣工・開業した。
星製薬や日本精工の大崎工場跡に整備された大崎ニューシティは、低層館2階屋上にあたる部分を人工地盤にして中庭（Oパティオ）を設け、緑と噴水、彫刻、イベント広場などをつくり、山手通りをまたぐ屋根付きの歩道橋（O歩道橋）で大崎駅と直結。またOパティオを取り囲むように四つの高層ビルを配している。
建物外観は暖かみのある白を基調とした。これは従前の工業地帯の暗いイメージから脱却しようとする組合員会員の意向として「明るい建物」をそのまま表現した。
管理・運営はテーオーシー、日本土地建物、日本精工などが出資した大崎再開発ビルが行う。
大崎ニューシティは、大崎副都心整備における先駆けとして建設され、このあと、ゲートシティ大崎（1999年竣工）、ThinkPark（2007年竣工）、大崎ウエストシティタワーズ（2009年竣工）、ソニーシティ大崎（現：NBF大崎ビル。2011年竣工）、パークシティ大崎（2015年竣工）などが漸次完成している。

## 街区概要
- 1号館 - TOC大崎ビルディング
リンガーハット本社、ダイソー東京本部などが入居。1・2階にクリニックが、3Fにはローソン入居。

- 2号館 - ホテルニューオータニイン東京
2階に、公益財団法人品川文化振興事業団が運営する「O美術館」が入居。名称は「大崎」の頭文字と山手線の環状を示す[4]。

- 3号館 - 日精ビルディング
日本精工本社、日立オムロンターミナルソリューションズ東京本社、三菱電機フィナンシャルソリューションズ本社・東京支店、みずほ銀行大崎支店などが入居。

- 4号館 - 新大崎勧業ビルディング 
1Fに大崎駅前郵便局、サイゼリヤなどが入居。2Fに複数のクリニックが入居。

- 5号館 - 店舗棟
再開発にあたって地元住民からおかずなどの生鮮食料品を扱う店舗の出店を望む声が多く出たため、1階にライフ大崎店が入った[2]。そのほか1階にはダイソー、サンリオギフトゲート、マツモトキヨシ、文教堂などが入り、2階に飲食店、コンビニエンスストア、キャリアショップ、薬局、マッサージ店などが出店、また3階にはファストフードが出店がしている。地階には駐車場、防災センター、エネルギーセンターがある[3]。

## 沿革
- 1980年11月 - 品川区により「大崎駅東口地区再開発基本計画案」が作成され、1街区・2街区（ゲートシティ大崎）エリアを再開発する方針が示される。
- 1981年8月 - 再開発準備組合設立。
- 1982年12月 - 都市計画決定。
- 1983年8月 - 大崎駅東口第1地区市街地再開発組合を設立。
- 1984年1月 - 着工。
- 1987年1月 - 竣工・開業。

## 交通
- JR山手線・埼京線・湘南新宿ライン、東京臨海高速鉄道りんかい線 - 大崎駅東口・新東口徒歩1分